# Klaus Wunderlich
Klaus Wunderlich, (Chemnitz, 18 juni 1931 - Engen (Bittelbrunn), 28 oktober 1997) was een Duits muzikant. Hij verwierf in de jaren zestig en zeventig bekendheid met zijn solospel op het elektronisch orgel.

## Biografie
Wunderlich was op de leeftijd van zestien jaar koorrepetitor, maar zijn hart lag bij de amusementsmuziek. In 1951 kwam hij, tijdens een tournee door Duitsland als pianist van een bartrio, voor het eerst in aanraking met het hammondorgel en wist hij meteen dat dit "zijn" instrument zou worden. Hij was de eerste Duitser die het hammondorgel populair maakte, buiten de jazzmuziek. Vanaf 1955 trad hij op met het hammondorgel. In 1958 werd hij opgemerkt door de firma Telefunken (Decca), die hem een platencontract aanbood.
In de jaren zeventig begon hij zijn eigen opnamestudio in Reichenbach bij Karlsruhe, waar hij naar eigen inzicht kon experimenteren met diverse orgels en synthesizers. Wat in de studio werd geproduceerd, was echter niet altijd reproduceerbaar tijdens een optreden. Op 17 april 1978 gaf hij toch een live-concert in de Royal Albert Hall in Londen.
Wunderlich speelde hoofdzakelijk op de volgende orgels: Hammond C3, Hammond H-100, Wersi W248S, Lowrey H 25-3, Wersi W2 Helios, Wersi Beta DX 400, Wersi Spectra CD700.
Hij stierf, in het bijzijn van zijn vrouw en Zwitserse vrienden, op 66-jarige leeftijd zeer plotseling aan een hartinfarct in zijn huis in Bittelbrunn aan het Bodenmeer.

## Discografie (kleine selectie)
Wunderlich bracht meer dan honderd albums uit, waarvan dertien elpees en één muziekcassette werden bekroond met goud. Hieronder volgt een overzicht van zijn albums die in Nederland, Duitsland en het Verenigd Koninkrijk de hitlijsten bereikten:
| Jaar | titel                                           | land                | piekpositie | aantal weken |
| ---- | ----------------------------------------------- | ------------------- | ----------- | ------------ |
| 1965 | Hammond-Feuerwerk                               | Duitsland           | 24          | 4            |
| 1966 | Barmusik - 28 Melodien, die man nie vergißt     | Duitsland           | 28          | 4            |
| 1969 | Hammond pops III                                | Duitsland           | 10          | 12           |
| 1971 | Hammond pops 6                                  | Duitsland           | 41          | 12           |
| 1975 | The hit world of Klaus Wunderlich               | Verenigd Koninkrijk | 27          | 8            |
| 1976 | Speelt voor u 28 wereldbekende melodieën        | Nederland           | 2           | 12           |
| 1978 | The unique Klaus Wunderlich sound               | Verenigd Koninkrijk | 28          | 4            |
| 1979 | The fantastic sound of Klaus Wunderlich         | Nederland           | 2           | 17           |
| 1979 | The fantastic sound of Klaus Wunderlich         | Verenigd Koninkrijk | 43          | 5            |
| 1981 | The fantastic sound of Klaus Wunderlich vol. II | Nederland           | 24          | 13           |
| 1984 | On the Sunny Side of the Street                 | Verenigd Koninkrijk | 81          | 2            |

## Trivia
- La felicidad (van het album The golden sound of hammond (ook bekend als  Hammond für millionen)) en "Tico Tico - 1976" van het album "Südamerikana" werden als achtergrond gebruikt in de avonturen van Kabouter Wesley in het programma Man bijt hond.
- Ruben Nicolai eerde Wunderlich door als zijn zoon Marcelino op te treden in het BNN-programma Ruben vs Katja goes Europe, in de afleveringen in Duitsland, Spanje en Oostenrijk. Ook trad hij als Marcelino op in het Das Coen und Sander Fest.

- Biblioteca Nacional de España: XX1162274
- Bibliothèque nationale de France: cb13921877k (data)
- Gemeinsame Normdatei: 134561775
- International Standard Name Identifier: 0000 0000 8103 7972
- Library of Congress Control Number: n95115733
- Nationale Bibliotheek van Letland: 000325959
- MusicBrainz: 573e31a9-d1ea-4a18-b539-847a5a1945ad
- Nederlandse Thesaurus van Auteursnamen: 071932720
- Museum of New Zealand Te Papa Tongarewa: 7567
- Virtual International Authority File: 24788953
- WorldCat: E39PBJy4bd4rRGKf9QkpWTTT73